# Panna Udvardy
Panna Udvardy (Kaposvár, 28 september 1998) is een tennisspeelster uit Hongarije. Udvardy begon op vijfjarige leeftijd met het spelen van tennis. Haar favoriete ondergrond is hardcourt, maar zij boekt haar beste resultaten op gravel. Zij speelt rechtshandig en heeft een tweehandige backhand. Zij is actief in het internationale tennis sinds 2016.

## Loopbaan

### Enkelspel
Op het ITF-circuit won Udvardy in de periode 2016–2025 twaalf toernooien.
Op het WTA-toernooi van Boedapest 2021 bereikte zij met een wildcard de kwartfinale, die zij verloor van Anhelina Kalinina. In november van dat jaar bereikte zij voor het eerst een WTA-finale, op het toernooi van Montevideo. Aansluitend won zij haar negende ITF-enkelspeltitel – daarmee kwam zij binnen op de top 100 van de wereldranglijst.
In januari 2022 had Udvardy haar grandslamdebuut op het Australian Open. In juni won zij haar eerste grandslampartij op Wimbledon. In november won zij haar eerste WTA-titel, op het toernooi van Buenos Aires – in de finale versloeg zij de Montenegrijnse Danka Kovinić.

### Dubbelspel
Op het ITF-circuit won Udvardy in de periode 2016–2022 negen toernooien.
In 2017 nam Udvardy voor het eerst deel aan een WTA-toernooi, op het toernooi van Boedapest, op basis van een wildcard. Op het WTA-toernooi van Buenos Aires 2021 bereikte zij de halve finale, met landgenote Anna Bondár aan haar zijde.
Zij stond in 2022 voor het eerst in een WTA-finale, op het toernooi van Sydney, samen met de Duitse Vivian Heisen – zij verloren van het koppel Anna Danilina en Beatriz Haddad Maia. Hiermee kwam zij binnen op de top 150 van het dubbelspel. In mei veroverde Udvardy haar eerste WTA-titel, op het toernooi van Karlsruhe, samen met de Egyptische Mayar Sherif, door het koppel Jana Sizikova en Alison Van Uytvanck te verslaan. In juli stond zij terug in een finale, in Palermo – door dit resultaat maakte zij haar entrée tot de top 100.
Tot op heden(juli 2024) won zij drie WTA-titels, de meest recente in 2025 in Iași, samen met de Sloveense Veronika Erjavec.

### Tennis in teamverband
In 2022 maakte Udvardy deel uit van het Hongaarse Fed Cup-team – zij vergaarde daar een winst/verlies-balans van 4–2.

## Posities op deWTA-ranglijst
Positie per einde seizoen:
| jaar | rang enkelspel | rang dubbelspel |
| ---- | -------------- | --------------- |
| 2016 | 1034           | 1066            |
| 2017 | 360            | 419             |
| 2018 | 443            | 354             |
| 2019 | 427            | 469             |
| 2020 | 352            | 438             |
| 2021 | 115            | 244             |
| 2022 | 83             | 71              |
| 2023 | 140            | 165             |
| 2024 | 159            | 688             |

## Palmares
| Legenda                 |
| ----------------------- |
| Grandslamtoernooi       |
| Olympische Spelen       |
| Year-End Championships  |
| Premier Mandatory       |
| Premier Five / WTA 1000 |
| Premier / WTA 500       |
| International / WTA 250 |
| Challenger / WTA 125    |

### WTA-finaleplaatsen enkelspel
| nr.              | finale     | toernooi                | ondergrond | tegenstandster | score         |         |
| ---------------- | ---------- | ----------------------- | ---------- | -------------- | ------------- | ------- |
| gewonnen finales |            |                         |            |                |               |         |
| 1.               | 2022-11-20 | WTA Buenos Aires        | gravel     | Danka Kovinić  | 6-4, 6-1      | details |
| verloren finales |            |                         |            |                |               |         |
| 1.               | 2021-11-21 | WTA Montevideo          | gravel     | Diane Parry    | 3-6, 2-6      | details |
| 2.               | 2022-08-07 | WTA Iași                | gravel     | Ana Bogdan     | 2-6, 6-3, 1-6 | details |
| 3.               | 2023-06-11 | WTA La Bisbal d'Empordà | gravel     | Arantxa Rus    | 6-7, 3-6      | details |
| 4.               | 2024-06-09 | WTA Bari                | gravel     | Anca Todoni    | 4-6, 0-6      | details |

### WTA-finaleplaatsen vrouwendubbelspel
| nr.              | finale     | toernooi      | ondergrond | partner            | tegenstandsters                    | score            |         |
| ---------------- | ---------- | ------------- | ---------- | ------------------ | ---------------------------------- | ---------------- | ------- |
| gewonnen finales |            |               |            |                    |                                    |                  |         |
| 1.               | 2022-05-15 | WTA Karlsruhe | gravel     | Mayar Sherif       | Jana Sizikova Alison Van Uytvanck  | 5-7, 6-4, [10-2] | details |
| 2.               | 2023-07-15 | WTA Båstad    | gravel     | Irina Chromatsjova | Eri Hozumi Jang Su-jeong           | 4-6, 6-3, [10-5] | details |
| 3.               | 2025-07-20 | WTA Iași      | gravel     | Veronika Erjavec   | María Lourdes Carlé Simona Waltert | 7-5, 6-3         | details |
| verloren finales |            |               |            |                    |                                    |                  |         |
| 1.               | 2022-01-15 | WTA Sydney    | hardcourt  | Vivian Heisen      | Anna Danilina Beatriz Haddad Maia  | 6-4, 5-7, [8-10] | details |
| 2.               | 2022-07-24 | WTA Palermo   | gravel     | Amina Ansjba       | Anna Bondár Kimberley Zimmermann   | 3-6, 2-6         | details |
| 3.               | 2022-08-07 | WTA Iași      | gravel     | Réka Luca Jani     | Darja Astachova Andreea Roșca      | 5-7, 7-5, [7-10] | details |
| 4.               | 2022-09-17 | WTA Boekarest | gravel     | Réka Luca Jani     | Aliona Bolsova Andrea Gámiz        | 5-7, 3-6         | details |
| 5.               | 2023-01-14 | WTA Hobart    | hardcourt  | Viktorija Golubic  | Kirsten Flipkens Laura Siegemund   | 4-6, 5-7         | details |

## Resultaten grandslamtoernooien
| Legenda | Legenda                          |
| ------- | -------------------------------- |
| g.t.    | geen toernooi gehouden           |
| l.c.    | lagere categorie                 |
| –       | niet deelgenomen                 |
| G       | uitgeschakeld in de groepsfase   |
| 1R      | uitgeschakeld in de eerste ronde |
| 2R      | uitgeschakeld in de tweede ronde |
| 3R      | uitgeschakeld in de derde ronde  |
| 4R      | uitgeschakeld in de vierde ronde |
| KF      | uitgeschakeld in de kwartfinale  |
| HF      | uitgeschakeld in de halve finale |
| F       | de finale verloren               |
| W       | het toernooi gewonnen            |
| w-v     | winst/verlies-balans             |

### Enkelspel
| toernooi        | 2022 | 2023 | 2024 |
| --------------- | ---- | ---- | ---- |
| Australian Open | 1R   | 1R   | –    |
| Roland Garros   | 1R   | 1R   | 1R   |
| Wimbledon       | 2R   | 1R   | 1R   |
| US Open         | –    | 1R   | –    |

### Vrouwendubbelspel
| toernooi        | 2022 | 2023 |
| --------------- | ---- | ---- |
| Australian Open | –    | 1R   |
| Roland Garros   | 1R   | 2R   |
| Wimbledon       | 1R   | –    |
| US Open         | 1R   | –    |